# Friedrich I. Vitzthum von Eckstädt

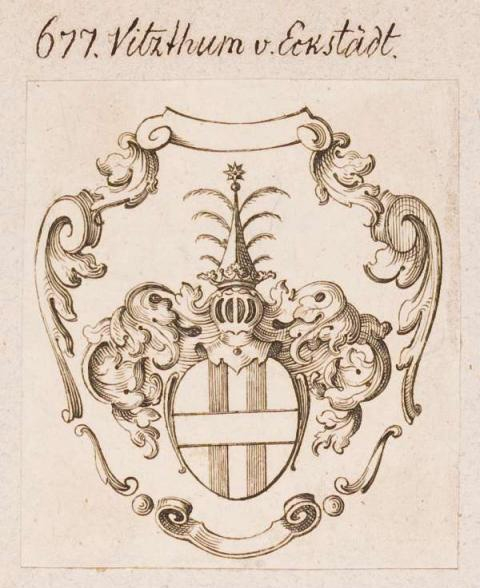
Das Wappen der Familie Vitzthum von Eckstädt

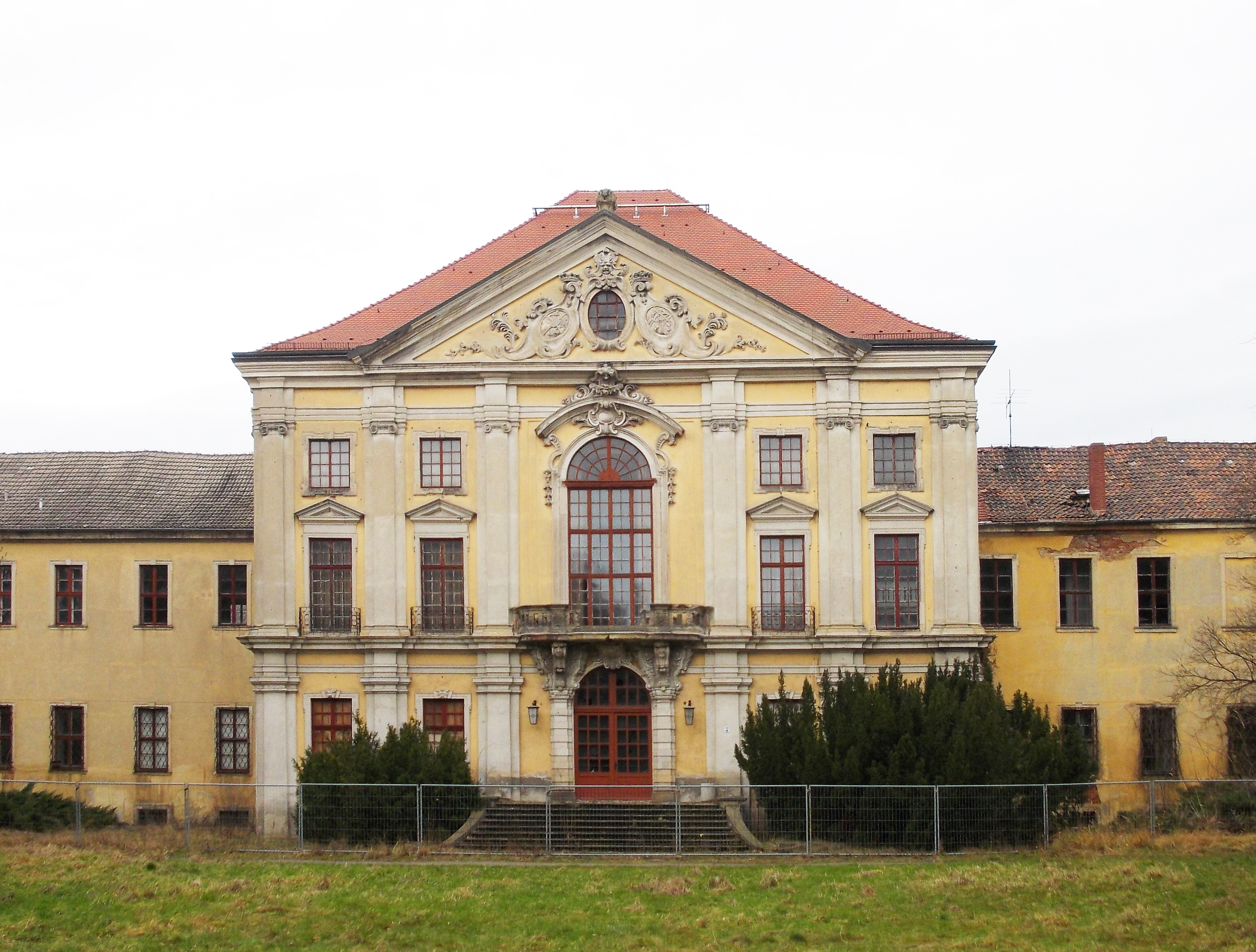
Schloss Schönwölkau

Friedrich Vitzthum von Eckstädt, ab 1711 Graf Vitzthum von Eckstädt, (* 10. Januar 1675 in Dresden; † 13. April 1726 in Nadarzyn, Polen) war Geheimer Kabinettsminister unter August dem Starken. Im Unterschied zu Friedrich Graf Vitzthum von Eckstädt wird er in jüngster Vergangenheit auch als Friedrich I. Vitzthum von Eckstädt bezeichnet.

## Leben
Er entstammte dem alten Thüringer Adelsgeschlecht der Vitzthume und war ein Sohn des Rittmeisters und Kammerherrn Christoph Vitzthum von Eckstädt und seiner Frau Maria, geborene von Taube, die Schloss Oberneundorf in ihre Ehe einbrachte. Er selbst war verheiratet mit Rahel Charlotte, geborene Gräfin von Hoym (1676–1753). Einer seiner Söhne war der spätere Gesandte und Oberkämmerer Ludwig Siegfried Graf Vitzthum von Eckstädt.
Friedrich Vitzthum von Eckstädt kam schon mit elf Jahren als Page an den kursächsischen Hof. Dort bekleidete er im Laufe der Zeit verschiedene Funktionen. Durch seine Treue erwarb er sich das Vertrauen Augusts des Starken. Er begleitete ihn unter anderem auf seiner Kavalierstour und vielen anderen Reisen und militärischen Einsätzen. Das brachte ihm zahlreiche angesehene Ämter ein. Er wurde Oberstallmeister, Oberkammerherr, Wirklicher Geheimer Rat und sächsischer und polnischer Kabinettsminister. Er war auch seit 1714 der nominelle Chef der Sächsischen Landesbibliothek. Im Jahr 1711, dem Todesjahr seines Vaters, wurde ihm vom Kurfürsten Friedrich August von Sachsen die Reichsgrafenwürde zuerkannt. 1721 wurde ihm der Orden des Weißen Adlers verliehen.
Für seine Verdienste soll ihm 1719 August der Starke das Gut Güldengossa angetragen haben, das er aber offenbar ablehnte, denn schon 1720 gab es dort einen neuen Besitzer. Friedrich Vitzthum von Eckstädt ließ das durch seinen Vater 1659 erworbene Schloss Kleinwölkau im Stil des Barock umbauen und einen Garten anlegen. Er besaß auch Reibitz, Sausedlitz, Neuhaus und Petersroda. Auch erbte er das Gut Krapenberg in Zitzschewig, heute Radebeul. Seine Witwe Rahel Charlotte ließ um 1730 das Barockschloss in Otterwisch erbauen. 
Graf Vitzthum von Eckstädt nahm an den Sächsischen Landtagen von 1715 (Weiterer Ausschuß), 1716, 1718, 1722 und 1725 (jeweils im Engeren Ausschuß) als schriftsässiger Rittergutsbesitzer des Ritterguts Reibitz teil.
Friedrich Vitzthum von Eckstädt starb nahe Warschau in einem Pistolenduell zu Pferd von der Hand des Grafen Victor de St. Gile.

## Film
- In der aufwändig produzierten DDR-Filmreihe Sachsens Glanz und Preußens Gloria wurde er von Hans Knötzsch gespielt.